# Totentanz der Hexen
Totentanz der Hexen (Original: The Devonsville Terror) ist ein US-amerikanischer Horrorfilm von Ulli Lommel aus dem Jahr 1983.

## Handlung
Im Jahre 1683 werden in dem amerikanischen Dörfchen Devonsville drei Frauen der Hexerei beschuldigt, von einem Inquisitionsgericht verurteilt und von aufgebrachten, gottesfürchtigen Dorfbewohnern grausam hingerichtet. Kurz vor ihrem Ableben gelingt es einer der todgeweihten Frauen in einem letzten Kraftakt die Gemeinde mit ihren Bewohnern zu verfluchen.
Devonsville in der Gegenwart. Zum 300. Jahrestag der Hexenverfolgung kommt die attraktive, rothaarige Lehrerin Jenny Scanlin mit zwei weiteren Frauen, der Wissenschaftlerin Chris und der selbstbewussten Radiomoderatorin Monica, in das verschlafene Dorf, das von den erzkonservativen und abergläubischen Nachfahren der einstigen Ankläger bewohnt wird. Im Gemischtwarengeschäft lernt die junge Pädagogin den übergewichtigen Walter Gibbs sowie den attraktiven Einsiedler Matthew „Matt“ Pendleton kennen. Gibbs wird seit geraumer Zeit von Visionen und surrealen Wahrnehmungen geplagt, die ihn sogar zum Mörder seiner schwerkranken Frau werden lassen. Der verwirrte Mann sieht in der hinzugezogenen Lehrkraft eine mögliche Liebschaft, die er etwas plump umwirbt. Als Scanlin  seine Gefühle nicht erwidert, wird der Abgewiesene von einem schrecklichen Alptraum heimgesucht, der ihn glauben lässt, dass Scanlin eine Hexe sei. 
Die drei hinzugezogenen Frauen machen sich rasch bei der Dorfgemeinschaft aus unterschiedlichen Gründen unbeliebt. Einige Dorfbewohner glauben fest an den Racheschwur von Devonsville und sehen in den drei weiblichen Neuankömmlingen die reinkarnierten getöteten Hexen. Nach und nach schlägt dieses Misstrauen auch den ahnungslosen Frauen entgegen. Hilfesuchend wendet sich Scanlin an Matt Pendleton, der sie über die Umtriebe informiert und ihr zur Abreise rät. Außerdem sucht die junge Lehrerin, die ebenfalls von mysteriösen Träumen wachgehalten wird, den zwielichtigen Arzt Dr. Warley auf, einem direkten Nachfahren des Scharfrichters der Hexenverfolgung. Der Mediziner, der seit geraumer Zeit die Geschichte des Dorfes insbesondere die Inquisition erforscht, unternimmt mit seiner Patientin durch Hypnose eine Zeitreise. So erfährt Dr. Warley von der wahren Identität der jungen Frau – sie ist die wiederauferstandene Hexe, die einst den Ort verdammte. Entgegen der sich allmählich zuspitzenden Lage bleibt der alternde Mediziner besonnen und ruhig. Er verschweigt diesen Vorfall.
Mittlerweile steigern sich einige Bewohner des Örtchens in einen regelrechten Wahn. Es kommt zu einer brutalen Hexenjagd in deren Folge Chris und Monica zu Tode gequält werden. Als der wütende Mob Jenny Scanlin rituell verbrennen will, erweist sich die gefesselte Frau als äußerst wehrhaft. Mittels Energieblitzen kann sie ihre Peiniger dematerialisieren und sich so an den unbelehrbaren Nachfahren rächen. Am Ende des Films flieht die unverletzte Pädagogin mit dem Bus aus der Ortschaft.